# Висуванство
Висуванство (рос. Выдвиженчество) — спосіб формування в РСФРР, згодом у СРСР прошарку управлінських кадрів у 1920–30-ті рр. з метою заміни старого корпусу керівників усіх ланок управління людьми, які б беззастережно підтримували радянську владу та безвідмовно втілювали в життя всі настанови комуністичної партії. Найбільшого розмаху в. набуло в 1920-ті рр., коли за рішенням ВКП(б) було проведено кілька масових кампаній із зазначенням контрольних цифр і напрямів висування управлінських кадрів. На оплачувану постійну керівну роботу в господарські, радянські, кооперативні та громадські організації направлялися робітники та незаможні селяни з-поміж активістів. Пріоритет надавався соціальному походженню, а не освіті й фаху. Негативним наслідком в. було різке зменшення серед управлінців питомої ваги осіб з вищою та середньою спеціальною освітою. Згідно із Всесоюзним переписом населення 1939, в УРСР лише половина всіх службовців мала відповідну фахову підготовку, що знижувало ефективність керівництва всіма процесами соціально-економічного життя. Із розвитком планової системи підготовки управлінських кадрів у 1930-ті рр. кампанії масового в. стали непотрібними.